# Carla Giacomelli
Carla Eugenia Giacomelli es una investigadora y química argentina.

## Biografía
Giacomelli estudió licenciatura en química en la Universidad Nacional de Córdoba y tiene un doctorado en Ciencias Químicas. 
Trabaja e investiga en el Instituto de Investigaciones en Fisicoquímica de Córdoba (INFIQC) en la Facultad de Química en la Universidad Nacional de Córdoba. Publicó varios artículos y tiene un libro.
En 2022 fue galardonada con el Premio L'Oréal UNESCO para las Mujeres en Ciencia.

## Libro
- 2022, Nuestras universidades públicas argentinas frente a la pandemia COVID-19 (ISSN 978-987-8352-24-4)